# Ōishi Wasaburō
Ōishi Wasaburō (大石 和三郎), né à Tosu (鳥栖) dans la préfecture de Saga, né le 15 mars 1874 et mort le 18 décembre 1950, météorologue et espérantiste japonais, est le fondateur de l'observation météorologique japonaise. Nommé directeur de l'observatoire météorologique de Tateno et de l'Institut japonais d'espéranto (JEI), il est surtout reconnu comme étant le tout premier découvreur, en 1926, des courants aériens de haute altitude connus désormais sous le nom de courant-jet. Ces études ont été publiées en esperanto, ce qui au contraire de ses attentes, a peut-être retardé la prise de conscience de cette découverte.

## Biographie
Ōishi Wasaburō est né le 15 mars 1874 à Tosu, dans la plus petite préfecture de l'île japonaise de Kyushu peu de temps après le renversement du gouvernement féodal alors que le pays a ouvert ses portes (Ère Meiji). Il a donc pu suivre une éducation influencée par les avancements occidentaux dans le nouveau système éducatif au Japon récemment créé. En 1898, il a obtenu un diplôme en physique de l'Université impériale de Tokyo, fondée en 1877, pour faire partie des 1 personne sur 1 000 à obtenir un diplôme universitaire selon les statistiques de l'époque.
Après ses études, Ōishi a choisi de joindre le service météorologique national en 1899, possiblement sous l'influence d'un de ses professeurs, Takematsu Okada. Douze ans après avoir rejoint service, il a été envoyé à l'observatoire aérologique de Lindenberg près de Berlin en Allemagne, le centre de grande réputation pour les observations de ce type en Europe établi en 1890. Là, il a pu travailler avec l'instrumentation la plus récente développée par Richard Aßmann et Hugo Hergesell, ainsi que consulter ses vastes archives, pour favoriser l'avancement de la météorologie au Japon.
Revenu au pays en 1913, la Première Guerre mondiale a interrompu son projet de faire des observations aérologiques, l'équipement et les fournitures n'étant pas disponibles de l'Allemagne jusqu’au début des années 1920. Il visite alors les États-Unis après la guerre pour importer l'équivalent en octobre 1919 pour gréer un observatoire à construire dans la région de Tokyo à Tateno, dont il deviendra le directeur. Les premières observations ont été faites en avril 1921. Après quelques problèmes techniques, des observations régulières commencèrent à la fin de l'année et rendue disponibles dès 1923.

### Courant-jet et espéranto
Ōishi a écrit le premier rapport officiel de l'Observatoire Aérologique Japonais (écrit en 1926 dans la langue auxiliaire espéranto). Dans ce rapport (Raporto de Aerologia Observatorio de Tateno) les données étaient classées par saison et utilisées pour produire des profils aérologiques moyens par saisons. Le profil hivernal a permis la première mise en évidence des forts vents d'ouest persistants sur le Japon qui seront plus tard connus sous le nom de courant-jet. Pour atteindre le public étranger, Wasaburo Oishi a publié dix-neuf rapports entre 1926 et 1944, tous écrits en espéranto, soit au total 1 246 pages. Malheureusement, cette langue étant peu répandue chez les scientifiques, son travail est généralement passé inaperçu. Wasaburo Ooishi n'était pas seulement le directeur de l'observatoire atmosphérique japonais Tateno mais aussi le directeur général de l'Institut japonais d'espéranto.
Ses rapports ont été une source importante de terminologie scientifique en espéranto.

### Seconde Guerre mondiale
Les études de Wasaburō sur le courant-jet ont permis au Japon d'attaquer l'Amérique du Nord à l'aide d'au moins 9 000 bombes incendiaires transportées par des ballons stratosphériques puis larguées par un mécanisme retardateur au-dessus des forêts américaines, le bois étant considéré comme un matériel stratégique, ainsi que des agents biologiques nocifs pour les humains ou pour le bétail. Cette campagne de bombardement, appelée Projet Fugo, n'a vu que très peu de bombes atteindre leur cible, et leurs effets furent tenus secrets par les autorités des pays visés pour que les Japonais ne puissent connaître le résultat de leur campagne.
Ces courants forcèrent également les bombardiers Boeing B-29 Superfortress, pourtant prévus pour le bombardement de précision à 9 000 m d'altitude, à effectuer leur mission au-dessus du territoire japonais à 1 000 m.
Ōishi a pris sa retraite du service météorologique en 1943 et est décédé en 1950.

## Récompense
En 1934, il a reçu l'Ordre du Trésor sacré.